# Златин Михайлов
Златин Николов Михайлов-Чиро е български футболист, защитник.

## Биография
Роден е на 8 декември 1972 г. във Варна. Висок е 174 см и тежи 69 кг. Играл е за Черно море, Спартак (Варна) и Макаби (Назарет) (Израел). От есента на 2006 г. играе за Черноморец (Бяла). Има 1 мач за националния отбор.

## Статистика по сезони
- Черно море – 1990/пр. - А група, 1 мач/0 гола
- Черно море – 1990/91 – Б група, 0/0
- Черно море – 1991/92 – Б група, 23/0
- Черно море – 1992/93 – Б група, 26/2
- Черно море – 1993/94 – А група, 22/0
- Черно море – 1994/95 – Б група, 27/0
- Спартак (Вн) – 1995/96 – А група, 25/0
- Спартак (Вн) – 1996/97 – А група, 28/1
- Спартак (Вн) – 1997/98 – А група, 19/0
- Спартак (Вн) – 1998/99 – А група, 23/3
- Спартак (Вн) – 1999/ес. - А група, 14/0
- Макаби (Наз) – 2000/пр. - Лига Леумит (Втора Дивизия), 15/1
- Макаби (Наз) – 2000/01 – Лига Леумит (Втора Дивизия), 29/2
- Макаби (Наз) – 2001/02 – Лига Леумит (Втора Дивизия), 31/2
- Спартак (Вн) – 2002/03 – А група, 16/0
- Спартак (Вн) – 2003/04 – А група, 17/1
- Спартак (Вн) – 2004/05 – А група, 25/0
- Спартак (Вн) – 2005/06 – Източна Б група, 25/0
- Черноморец (Бяла) – 2006/07 – В група